# Quintalia stoddartii
Quintalia stoddartii foi uma espécie de gastrópodes da família Helicarionidae.
Foi endémica da Ilha Norfolk.